# Рицарят на бялата дама
„Рицарят на бялата дама“ е български 3-сериен телевизионен игрален филм (детски, семеен) от 1982 година на режисьора Петър Каишев. Сценарият е написан от Хаим Оливер по едноименния му роман. Оператор е Барух Лазаров (род. 14 юни 1925 Хасково, България). Музиката във филма е композирана от Атанас Бояджиев, Петър Ступел. Художник е Димитър Енев, а редактор Лиляна Гълъбова.

## Серии
- 1. серия – 75 минути
- 2. серия – 60 минути
- 3. серия – 66 минути

## Състав

### Актьорски състав
| Изпълнител                       | Роля                                        |
| -------------------------------- | ------------------------------------------- |
| Тодор Трънкаров                  | Валери                                      |
| Елена Шерцел                     | Елка                                        |
| Димитър Ганев                    | Тото                                        |
| Иван Стефанов                    | борецът Пепи                                |
| Йоанна Попова                    |                                             |
| Алберт Леви                      |                                             |
| Надя Милушева                    | дългата Спаска                              |
| Иво Болоджев                     |                                             |
| Ивайло Вакъвлиев                 |                                             |
| Георги Добрев                    |                                             |
| Ивайло Иванов                    |                                             |
| Александър Каменов               |                                             |
| Васил Йорданов                   |                                             |
| Асен Кисимов (като Асен Ангелов) | класният ръководител Гърбатко               |
| Клара Армандова                  | учителка по художествена гимнастика         |
| Лъчезар Стоянов                  | учителят по физическо възпитание д-р Майспо |
| Венелин Пехливанов               |                                             |
| Георги Русев                     | учителят по математика                      |
| Илка Зафирова                    | Комитова                                    |
| Владимир Давчев                  | любител-шахматист                           |
| Андрей Алтъпармаков              |                                             |
| Стефан Алтъпармаков              |                                             |
| Димитър Бочев                    | водещ шахматния сеанс                       |
| Андрей Харитонов                 | гросмайстор Качалски (в 1-ва серия)         |

### Творчески и технически екип
| Режисьор           | Петър Каишев                                                                           |
| Сценарий           | Хаим Оливер                                                                            |
| Оператор           | Барух Лазаров                                                                          |
| Художник           | Димитър Енев                                                                           |
| Музика             | Петър Ступел Атанас Бояджиев                                                           |
| Звук               | Сийка Попова                                                                           |
| Костюми            | Виолета Джидрова                                                                       |
| Редактор           | Лиляна Гълъбова                                                                        |
| Монтаж             | Росица Несторова                                                                       |
| Асистент-монтажист | Алена Бобева                                                                           |
| Консултант         | Николай Нейков                                                                         |
| Втори режисьор     | Костадин Бонев                                                                         |
| Втори оператор     | Христо Спасов                                                                          |
| Асистент-режисьори | Бистра Деветакова Антоанета Димитрова Юлия Воденичарова                                |
| Асистент-оператори | Николай Николов Николай Клисаров                                                       |
| Грим               | Жени Монова Цеца Куцарова                                                              |
| Фотограф           | Тодор Изворски                                                                         |
| Пиротехника        | Валентин Йорданов Димитър Каракушев                                                    |
| Театър майстор     | Георги Минкин                                                                          |
| Реквизит           | Асен Асенов                                                                            |
| Гардероб           | Мария Лозева                                                                           |
| Организатори       | Асен Автов Владимир Борисов Димитър Йотов Екатерина Изворска                           |
| Осветление         | Иван Димитров Ангел Василев Иван Вълков Филип Филипов                                  |
| Комбинирани снимки | Георги Христов                                                                         |
| График             | Владимир Колев                                                                         |
| Директор           | Михаил Вълчев                                                                          |
| Производство       | Българска национална телевизия Студия за телевизионни филми „Екран“ /Copyright © 1982/ |